# Pothyne combreti
Pothyne combreti là một loài bọ cánh cứng trong họ Cerambycidae.